# John Monckton
John Monckton (Australia, 28 de octubre de 1938-29 de junio de 2017) fue un nadador australiano especializado en pruebas de estilo espalda, donde consiguió ser subcampeón olímpico en 1956 en los 100 metros.

## Carrera deportiva
En los Juegos Olímpicos de Melbourne 1956 ganó la medalla de plata en los 100 metros espalda, con un tiempo de 1:03.2 segundos, tras su compatriota el también australiano David Theile que batió el récord del mundo con 1:02.2 segundos, y por delante del estadounidense Frank McKinney.